# Lý Đặc
Lý Đặc (tiếng Trung: 李特; bính âm: Lǐ Tè, ? - 303), tên tự Huyền Hưu (玄休), là người sáng lập ra chính quyền Thành Hán. Sau này khi con là Lý Hùng xưng vương, đã truy thụy cho ông là Thành Đô Cảnh vương, đến khi Lý Hùng xưng đế lại truy thụy cho ông là Cảnh hoàng đế.

## Xuất thân
Lý Đặc là người Đê tại đất Ba (có thuyết nói là người Tung). Lý Đặc là con của Lý Mộ (李慕), ông của Lý Đặc từng quy phụ Tào Tháo, được Tào Tháo trao chức tướng quân. Tổ tịch của Lý Đặc là ở Đãng Cừ huyện thuộc Ba Tây quận (nay thuộc Cừ, Tứ Xuyên), đến thời Tào Ngụy thì tổ tiên di cư đến Lược Dương (nay thuộc Tần An, Cam Túc).
Theo mô tả trong sử sách, Lý Đặc thân dài tám thước. Ông xếp thứ hai trong số các anh em. Anh em ông đều giỏi cưỡi ngựa bắn cung. Do có tiếng tăm về sách lược quân sự, người trong làng xóm đều quy phụ anh em họ Lý.

## Vào Thục
Năm 298, do Tề Vạn Niên (齊萬年) tiến hành nổi dậy chống triều đình Tấn nên đã khiến vùng Quan Trung trở nên hỗn loạn, cộng thêm nhiều năm đói kém, anh em Lý Đặc vì thế đã cùng nhân dân Quan Trung cùng tiến vào đất Thục. Các quận Lạc Dương và Thiên Thủy (nay thuộc Cam Túc) và bốn quận lân cận có hơn 10 vạn lưu dân vào đất Thục. Trên đường đi, các anh em Lý Đặc đã giúp đỡ các lưu dân khác tận tình nên được họ cảm kích và tôn trọng.
Ban đầu, triều đình không cho phép họ tiến vào đất Thục mà chỉ cho lưu trú tại vùng Hán Trung và các nơi khác, triều đình cũng phái thị ngự sử Lý Bật (李苾) đến úy lạo và giám sát. Tuy nhiên, nhân việc Lý Bật nhận hối lộ bị thượng tấu lên triều đình, cho nên Lý Đặc và lưu dân đều có thể đến cư trú tại khu vực Ích châu và Lương Châu (nay là nam Thiểm Tây).

## Đánh Triệu Hâm
Năm 300, thứ sử Ích châu Triệu Hâm (趙廞) bị triều đình triệu về giữ chức đại trường thu, chức thứ sử do Thành Đô nội sử Cảnh Đằng (耿滕) tiếp nhận. Triệu Hâm là thân nhân của hoàng hậu Giả Nam Phong, song vào năm đó Triệu vương Tư Mã Luân đã tiến hành phế truất hoàng hậu Giả Nam Phong và nắm quyền kiểm soát triều đình Tấn, Triệu Hâm vì thế lo sợ sẽ bị bức hại vì là thân nhân của hoàng hậu. Triệu Hâm cũng chứng kiến cành hoàng thất triều Tấn tương tàn, ngầm có ý muốn cát cứ Ba Thục, vì thế quyết tâm phản Tấn.
Triệu Hâm thấy anh em Lý Đặc cùng đảng chúng đều cường tráng dũng mãnh, do vậy đã hậu đãi họ để biến họ thành tay chân của mình. Lý Đặc và những người khác cũng dựa vào thế lực của Lý Hâm, tập hợp mọi người đi trộm cướp, người Thục chịu cảnh đại họa. Sau đó, Triệu Hâm giết chết Cảnh Đằng, tự xưng là đại đô đốc, đại tướng quân, Ích châu mục. Lúc bấy giờ, em thứ ba của Lý Đặc là Lý Tường (李庠) suất thân tộc, đảng chúng và 4.000 kị binh quy phụ Triệu Hâm. Triệu Hâm thấy Lý Tường thông hiểu binh pháp, binh sĩ có kỷ luật thì lại cảm thấy không vui, sang năm sau (301) thì sát hại Lý Tường.
Mặc dù Triệu Hâm đã trao trả thi thể Lý Tường cho Lý Đặc, đồng thời bổ nhiệm anh em Lý Đặc làm đốc hộ để xoa dịu, song anh em Lý Đặc đều oán hận Lý Hâm, dẫn binh trở về phía bắc đến Miên Trúc. Sau đó, Lý Đặc bí mật chiêu mộ được hơn 7.000 binh, tấn công vào ban đêm và đại phá đội quân Tấn mà Triệu Hâm phái đi đề phòng phía bắc, rồi tấn công Thành Đô (nay thuộc Thành Đô, Tứ Xuyên). Triệu Hâm bị bất ngờ nên không kịp phòng bị, chạy trốn song bị giết chết. Lý Đặc đánh chiếm Thành Đô, tung binh đi cướp bóc, sát hại các thuộc quan và quan viên do Triệu Hâm bổ nhiệm, và phái nha môn Vương Giác (王角) và Lý Cơ (李基) đến triều đình Tây Tấn trần thuật tội trạng của Triệu Hâm.

## Kết ân lưu dân
Vào lúc Triệu Hâm làm phản, triều đình Tây Tấn phái Lương châu (nay thuộc nam bộ Thiểm Tây) thứ sử La Thượng (羅尚) nhập Thục nhậm chức thứ sử Ích Châu. Biết tin La Thượng nhập Thục, Lý Đặc hết sức sợ hãi, phái em trai là Lý Tương (李骧) đem bảo vật nghênh tiếp, khiến La Thượng rất hài lòng. Em thứ tư của Lý Đặc là Lý Lưu (李流) sau trở thành lao quân của La Thượng tại Miên Trúc, song Quảng Hán thái thú Tân Nhiễm (辛冉) và nha môn tướng Vương Đôn (王敦) của La Thượng lại khuyên La Thượng giết Lý Lưu. La Thượng tuy chưa chấp thuận, song Lý Lưu đã cực kỳ hoảng sợ.
Sau đó, triều đình buộc lưu dân hai châu Tần và Ung nhập Thục phải trở về quê hương. Anh cả của Lý Đặc là Lý Phụ (李輔) nhập Thục sau đó nói rằng Trung Nguyên biến loạn, vì thế lưu dân không muốn trở về Quan Trung. Mọi người phái Diêm Thức (閻式) đi thỉnh cầu La Thượng, hối lộ La Thượng cùng quan giám sát lưu dân hồi châu là ngự sử Phùng Cai (馮該), cuối cùng được cho phép hoãn đến mùa thu mới phải khởi hành. Đồng thời, triều đình cũng phong thưởng cho Lý Đặc vì có công bình định Triệu Hâm, phong quan cho Lý Đặc là Tuyên Uy tướng quân, phương tước Trường Lạc hương hầu. Đồng thời, triều Tấn hạ chiếu cho châu phủ trao lưu dân ở trong đất đai của họ và lưu dân mà Lý Đặc đoạt được khi bình định Triệu Hâm cho Lý Đặc để phong thưởng. Tuy nhiên, Tân Nhiễm lại không thượng báo một cách trung thực, có ý đồ biến công lao bình định Triệu Hâm thành của mình, vì thế kích động oán hận của chúng nhân.
Đến tháng bảy, La Thượng lại thúc bách lưu dân khởi hành hồi châu, song lưu dân đều không muốn trở về, hơn nữa còn chưa thu hoạch ngũ cốc, không có phí để đi, vì thế rất lo lắng. Vì thế, Lý Đặc lại phái Diêm Thức đi thỉnh cầu được hoãn việc khởi hành đến mùa đông, song La Thượng nghe theo lời Tân Nhiễm và Lý Bật nên không đồng ý. Tân Nhiễm khi đó còn mưu tính giết hại thủ lĩnh lưu dân để đoạt lấy vật tư của họ, vì thời gian Triệu Hâm bị đánh bại thì lưu dân đã trộm cướp rất nhiều ở Thành Đô, nên ông ta cho người canh giữ tại các quan khẩu để đoạt lấy tài sản của lưu dân khi họ đi qua. Diêm Thức trông thấy tình hình ở chỗ thứ sử đang tích cực sửa sang đồn lũy và tập trung người ngựa, vì thế đã trở về nơi ở của Lý Đặc tại Miên Trúc, khuyến nghị Lý Đặc tiến hành phòng bị để đề phòng khả năng bị Tân Nhiễm tập kích. Trong khi đó Lý Đặc đã nhiều lần phát ngôn trước lưu dân, được lưu dân quy tâm và quy phụ. Lý Đặc còn đổi văn cáo từ trả thù Tân Nhiễm vì nợ máu giết anh em sang muốn lấy đầu của các hào tộc và hầu vương bản địa, đánh trúng vào nỗi lo sợ của lưu dân, vì thế trong một thời gian ngắn đã huy động được trên 2 vạn người. Sau đó, Lý Đặc cho phân bộ chúng thành hai doanh, do bản thân và Lý Lưu phân biệt thống soái.

## Phản Tấn tự lập
Lưu Đặc cho lưu dân hợp thành đội ngũ, bố trí trận thế sẵng sàng chống trả quân Tấn tấn công. Không lâu sau, Tân Nhiễm lại phái Hán đô úy Tăng Nguyên (曾元), nha môn Trương Hiển (張顯) lĩnh 3 vạn binh tiến công Lý Đặc ở Miên Trúc, La Thượng cũng phái đốc hộ Điền Tá (田佐) trợ chiến. Tuy nhiên, Lý Đặc đã có chuẩn bị từ sớm, hạ lệnh giới nghiêm để chờ quân Tăng Nguyên tiến đến. Sau khi Tăng Nhân và các tướng lĩnh khác đến, Lý Đặc án binh bất động. Tuy nhiên, đợi đến khi khoảng một nửa số lính địch tiến vào doanh lũy, Lý Đặc ngay lập tức lệnh cho phục binh tiến hành đột kích Tăng Nguyên. Lưu dân cầm trường mâu và đại đao xông ra chém giết, họ chiến đấu hết sức dũng mãnh, đánh cho quân Tăng Nguyên đại bại và cũng giết được Tăng Nguyên, Trương Hiển và Điền Tá, Lý Đặc cho đưa thủ cấp của những người này đến chỗ La Thượng.

## Tiến công Thành Đô
Lưu dân tại khu vực biết La Thượng sẽ không để yên, cùng nhau suy tôn Lý Đặc làm chúa, đồng thời tôn Lý Đặc làm Trấn Bắc đại tướng quân, tôn Lý Lưu làm Trấn Đông tướng quân. Sau đó, Lý Đặc tấn công trị sở của Tân Nhiễm tại Quảng Hán, Tân Nhiễm không địch nổi phải chạy đến Đức Dương. Sau khi công chiếm được Quảng Hán, Lý Đặc lại tiến công Thành Đô. Trái ngược với La Thượng tham lam tàn bạo, Lý Đặc học theo Hán Cao Tổ Lưu Bang mà ban hành "ước pháp tam chương" với người dân Thục, mở kho cứu tế cho dân nghèo địa phương, coi trọng binh sĩ cấp dưới, tuyển chọn nhân tài, có kỉ luật quân đội và nghiêm khắc trong việc cai quản, người dân vì thế đều ủng hộ Lý Đặc. Đương thời, có câu ca dao: "Lý Đặc thượng khả, La Thượng sát ngã". Lý Đặc nhiều lần đánh bại La Thượng, La Thượng nay chỉ có thể tử thủ Thành Đô, phái người đến Lương Châu và chỗ Nam Di đô úy Lý Nghị (李毅) cầu cứu.
Năm 302, Bình Tây tướng quân Hà Gian vương Tư Mã Ngung phái Nha Bác (衙博) và Trương Vi (張微) đem quân thảo phạt Lý Đặc, Lý Nghị cũng phái binh chi viện cho La Thượng, La Thượng lại phái Trương Quy (張龜) tấn công Lý Đặc. Tuy nhiên, Lý Đặc đã tự mình lĩnh binh đánh tan quân Trương Quy, và ra lệnh cho Lý Đãng (李蕩), Lý Hùng đánh Nha Bác (衙博), không chỉ đẩy lùi đối phương, mà còn thu hàng được Ba Tây quận và Gia Manh.
Cũng vào năm 302, Lý Đặc tự xưng là đại tướng quân, Ích Châu mục, đô đốc Lương-Ích hai châu chư quân sự. Sau đó, Lý Đặc lại tiến công Trương Vi, song do Trương Vi phòng thủ cư cao cứ hiểm, thừa lúc doanh lũy của Lý Đắc trống trải mà phái quân tiến công. Lúc này, Lý Đặc lâm vào thế yếu, song may là Lý Đãng dẫn viện quân đến kịp lúc, liều chết đánh tan quân Trương Vi, Lý Đặc vì thế mà thoát hiểm; sau đó lại tấn công và giết chết Trương Vi. Lý Đặc tiếp tục tấn công thành ngoại của quân Lý Đặc, song chịu nhiều thất bại khi giao chiến, thậm chí còn để quân Lý Đặc thu được một lượng lớn binh khí và khôi giáp. Và sau đó, quân Lý Đặc nhiều lần đánh bại quân do thứ sử Lương Châu Hứa Hùng (許雄) phái đi.
Năm 303, Lý Đặc đánh tan thủy quân của La Thượng đóng tại Bì Thủy, và lại tiến công Thành Đô, thái thú Thục quận Từ Kiệm (徐儉) dâng Thành Đô thiếu thành đầu hàng. Tuy nhiên, sau khi Lý Đặc tiến vào thành, chỉ lấy ngựa cho quân đội sử dụng, không hề tiến hành cướp bóc, tiến hành cải nguyên niên hiệu sang Kiến Sơ, một số nhà sử học cho rằng đây là dấu mốc thành lập nhà Thành Hán nhưng quan điểm chưa thống nhất. Đương thời, người Thục tụ cư thành các ổ tự thủ, họ đều khoản đãi Lý Đặc, Lý Đặc cũng phái người đi an định vỗ về, đồng thời cho lưu dân vào trong ổ này để kiếm lương thực nhằm tiết kiệm quân lương. Trong khi đó, Lý Lưu và Thượng Quan Đôn (上官惇) đều cố thuyết phục Lý Đặc nên cẩn thận vì các ổ chủ đều không thành tâm ủng hộ Lý Đặc, nên đề phòng họ phản lại, song Lý Đặc quyết ý an dân, không tính đến chuyện đề phòng các ổ này.

## Trúng kế bị giết
Sau đó, Kinh châu thứ sử Tông Đại (宗岱) và Kiến Bình thái thú Tôn Phụ (孫阜) đã suất thủy quân đi cứu viện La Thượng, người khi đó đang cứ thủ Thành Đô thái thành. Lý Đặc đã phái Lý Đãng cùng Nhâm Tang (任臧) hợp binh chống cự. Vào thời gian này, quân của Tông Đại hùng mạnh, khiến các ổ người Thục sinh hai lòng. Đồng thời, La Thượng lại phái Ích Châu tùng sự Nhâm Duệ (任叡) trá hàng Lý Đặc để ngầm liên kết các ổ chủ với La Thượng, Nhâm Duệ còn nói dối rằng trong Thành Đô thái thành hết lương thực. Đến tháng 2, La Thượng suất binh tập kích Lý Đặc, các ổ đều hưởng ứng, vì thế Lý Đặc đại bại, thu binh trú thủ tại Tân Phồn (新繁). Sau đó, khi thấy La Thượng rút quân, Lý Đặc liền truy kích, cuối cùng lại bị La Thượng mang đại quân phản kích, Lý Đặc cùng với Lý Phụ và Lý Viễn đều tử chiến, thi thể bị thiêu cháy còn thủ cấp thì bị đưa đến kinh thành Lạc Dương. Lý Lưu tiếp quản thống lĩnh bộ chúng.

## Gia đình

### Anh em trai
- Lý Phụ, anh cả, khi Lý Đặc nhập Thục vẫn ở Lược Dương, sau đó cũng nhập Thục. Cùng chiến tử với Lý Đặc.
- Lý Tường, em thứ 3, nguyên được Triệu Hâm đánh giá cao, song do quá tài cán nên bị Triệu Hâm giết.
- Lý Lưu, em thứ 4, kế tục lãnh đạo bộ chúng sau khi Lý Đặc qua đời
- Lý Tương, em trai, sau là thái phó của Thành Hán

### Chị em gái
- Lý Hàm

### Các con
- Lý Thủy, con cả, sau là thái bảo của Thành Hán
- Lý Đãng, sau khi Lý Đặc qua đời đã cùng với Lý Lưu tiến công La Thượng song cũng chiến tử
- Lý Hùng, con nhỏ, sau là Thành Hán Vũ Đế